# Anton Peikrishvili
Anton Peikrishvili (Tiflis, 18 de septiembre de 1987) es un rugbista internacional georgiano que juega en la posición de pilar. Actualmente juega para Aviron Bayonnais del ]Pro D2.

## Carrera
Peikrishvili comienza su carrera profesional de la mano del SU Agen el 15 de diciembre de 2007, saliendo desde el banquillo en un partido correspondiente al Pro D2 que enfrentaba a Agen contra Stade Aurillac y que ganaron estos últimos por el resultado de 23-11.
En la temporada 2009-2010 consigue el ascenso al Top 14 al proclamarse campeón de la liga regular, pero después de tres temporadas en Agen, Peikrishvili decide fichar por Castres Olympique para y buscar nuevos retos en su carrera.
En su tercer año en Castres, Peikrishvili se proclama campeón del Top 14, ganando la final ante RC Toulón por el resultado de 16-9.
En la temporada 2014/2015 Peikrishvili ficha por CA Brive pero las lesiones le mantienen prácticamente toda la temporada fuera de competición, por lo que en la temporada 2015-2016 acepta la oferta del Aviron Bayonnais.

## Selección nacional
Hace su primer partido internacional con el equipo de Georgia el 2 de febrero de 2008 contra el Equipo de Portugal, partido correspondiente al torneo de las seis naciones B en el que Georgia se llevó la victoria por 6-11.
En 2015 ha sido seleccionado para formar parte de la selección georgiana que disputa la Copa Mundial de Rugby de 2015 en Inglaterra, para suplir a un compañero lesionado.

## Palmarés
- Campeón deTop 14 2012-2013